# Tau Coronae Borealis
Tau Coronae Borealis (τ CrB / 16 Coronae Borealis) es una estrella en la constelación de Corona Boreal de magnitud aparente +4,76.
Se encuentra a 113 ± 3 años luz de distancia del sistema solar.
Tau Coronae Borealis es una gigante o subgigante naranja de tipo espectral K1III-IV.
Con una temperatura efectiva de 4808 ± 23 K, brilla con una luminosidad 16 veces mayor que la luminosidad solar.
Tiene un diámetro 6 veces más grande que el del Sol, lo que está de acuerdo con su clasificación intermedia entre gigante y subgigante.
Gira lentamente sobre sí misma, con una velocidad de rotación proyectada de 1,0 km/s.
Presenta una metalicidad —abundancia relativa de elementos más pesados que el helio— algo más baja que la solar ([Fe/H] = -0,07).
De acuerdo al Bright Star Catalogue, Tau Coronae Borealis comparte movimiento propio con una tenue estrella de magnitud +13,2 cuya separación visual es de 2,2 segundos de arco; aparece clasificada como probable binaria astrométrica presumiblemente de largo período.
Asimismo, existe cierta evidencia de que Tau Coronae Borealis puede ser también una binaria espectroscópica, por lo que podría ser un sistema estelar triple.